# セーシェル・ルピー
ルピー（英語: rupee、フランス語: roupie）は、セーシェルの通貨。現地のセーシェル・クレオール語では、roupi と呼ばれる。ISO 4217コードはSCR。補助単位は100分の1のセント。ときに SR や SRe といった省略表記がされる。

## 歴史
セーシェルの通貨は1810年からUKポンド、1877年からUKポンドに替わりモーリシャス・ルピーが流通していた。1914年、モーリシャス・ルピーの流通と並行して、等価で導入された通貨がセーシェル・ルピーである。当初は紙幣のみ発行され、1939年にようやく硬貨が導入された。

## 硬貨
1939年に10、25セント、½、1ルピーの4種類の硬貨が導入された。モーリシャス・ルピーに10セント硬貨はなく、このとき鋳造された10セント白銅貨が初めてのそれとなった。その他の硬貨はモーリシャス・ルピー銀貨から品位を.500に落とした同額、同寸法の硬貨。その後、1948年にモーリシャス・ルピー硬貨と同寸法、非常によく似たデザインの1、2、5セント銅貨が導入された。
以来、素材の変更がたびたび行われており、1951年に25セント硬貨を銀貨から白銅貨に変更。さらに1953年と1954年に鋳造された10セント硬貨が12角形の洋銀貨。½、1ルピー硬貨が白銅貨。1972年に1、5セント硬貨がアルミニウム製に変更された。この間、1968年に2セント硬貨の鋳造を停止、1972年に5ルピー白銅貨が導入された。
1982年、新たに銅製の1、5、10セント、白銅製の25セント、1、5ルピーからなる新硬貨が導入された。このうち1セント硬貨は、1992年を最後に鋳造がされていない。

## 紙幣

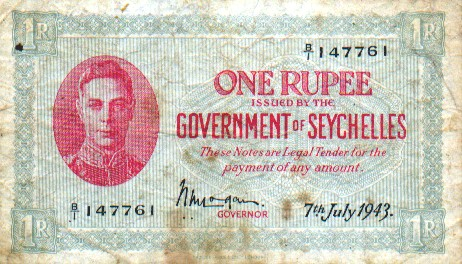
1ルピー紙幣（1943年）

1914年に政府は50セント、1、5、10ルピー紙幣を緊急に発行し、通常紙幣の50セント、1ルピー紙幣を1918年に、5、10、50ルピー紙幣を1928年に発行した。1951年に50セントと1ルピー紙幣の発行を停止。1968年に20、100ルピー紙幣を導入。1972年に5ルピー紙幣を硬貨へ変更した。
1979年に金融当局が発券を引き継ぎ、10、25、50、100ルピー紙幣を発行。1983年にセーシェル中央銀行がその責務を引き継ぎ、同額面の紙幣を発行。その後は2005年に500ルピー紙幣が導入された。